# Birger Martin Hall
Birger Martin Hall (26 de agosto de 1741, Borås – 10 de agosto de 1815, Västerås) fue un médico de distrito, y botánico sueco.  Fue un discípulo de Linneo, pero escogió medicina más que botánica.

## Biografía
Su padre era mercader y magistrado en Borås, y también parlamentario, Petter Börjesson Hall (1707-1776) y Eva Margareta. Eva era prima hermana del astrónomo Pehr Wilhelm Wargentin. Junto con su hermano mayor Peter Adolf, Hall estudió medicina e 'historia natural' entre 1753 a 1755 en Upsala, facultad médica donde Carlos Linneo enseñó. En los años siguientes, 1755–59, realizó en el extranjero estudios médicos, bajo la guía de maestro Lars Brisman, incluyendo a Greifswald (sueco Pomerania), Berlín y Hamburgo. Luego regresó a Upsala.

## Carrera médica
En junio de 1762, defendió su disertación de tesis botánica Nectaria Florum ante el profesor Linneo. El tema era la presencia  de glándulas de miel de las flores, de que clases son y cómo  trabajan. Fue el primer informe detallado sobre la materia y dio ejemplos de flores con tipos diferentes de glándulas de miel o nectaria. Linneo lo tuvo en 1763 publicando el ensayo en el volumen VI de Amoenitates Academicae ('distracciones académicas'). En 1778 el Dr. Hall brindó su traducción sueca propia de este trabajo pionero. El discípulo de Linneo y estudiante amigo Carl Peter Thunberg nombró especies fanerógamas y especies frutales en su honor. Y también un genus perteneciente a la familia de las legumbres, con el nombre Hallia.

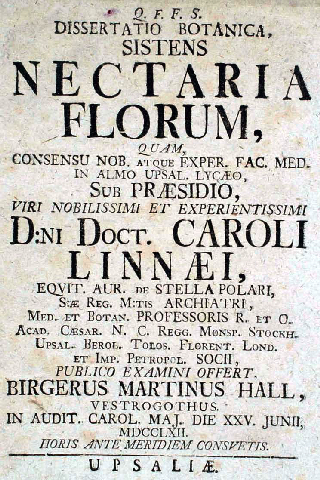
La cubierta de la primera edición de Nectaria Florum, flyleaf, 1763

Hall empezó como cirujano en el Hospital Nosoconium academicum, hoy el Upsala Hospital Universitario, en 1764. Después de varios años  tomó su examen quirúrgico bajo la supervisión de inspectores de Collegium Medicum. En 1768 le fue conferido el MD, el cual para ese tiempo lo fue a una edad inusualmente joven, y después practicó como doctor en Estocolmo. En 1773 fue agente médico en Västerås, donde permaneció 20 años. Para tener una idea de todo lo que tenía que tratar, un informe de la autopsia detallada por escrito por el Dr. Hall, en relación con un caso de asesinato en 1778 leído en #1 de la revista en línea Gammelbo Allehanda. A los 52 años, en 1793,  dimitió y se retiró debido a enfermedad.

## Familia
El 13 de marzo de 1777 se casó con Anna Engel Schenström (1748-1801), hija de un mercader, en Västerås. Tuvieron tres hijas y un hijo juntos. Su hijo Gen Birger fue nombrado caballero von Hall.

## Muerte
A su muerte, su legado incluye una colección de manuscritos que describen de forma sistemática fungi con dibujos acompañantes. Fue un gran coleccionista y tuvo una biblioteca extensa de medicina y ciencia, una colección de insectos y también un muy grande herbario. Donó 770 plantas a la Escuela de Gramática en Västerås, y lo más importante reunido en el Gabinete de Moneda Real y también un par de listas manuscritas viejas, de 51 y 80 páginas, sobre colecciones de monedas notables, billetes y de medallas. Era un comprador ávido de monedas medievales suecas de depósitos de tierra. También tenía un número de billetes raros, uno de Estocolmo (moneda de plata) de 1666.

## Obra

### Algunas publicaciones
- Nectaria Florum (1763)
- Underrättelse om rödsotens botande uti Westmanland (1773, 4 p.)
- Academisk afhandling om blomstrens honings-hus, under framledne kongl. archiat. ...Carl von Linnés inseende, utgifven av Birger Mårten Hall d. 25 junii 1762. Försvenskad. Stockholm, tryckt i för detta Holmeriska tryckeriet, 1778 (32 p.)